# Sărățeni (Ialomița)
Sărățeni è un comune della Romania di 1 279 abitanti, ubicato nel distretto di Ialomița, nella regione storica della Muntenia.